# شيبويا (طوكيو)
شيبويا (باليابانية: 渋谷区 شيبويا-كو) وتعني «حي شيبويا» هو أحد أحياء طوكيو ال 23. تعتبر من أهم مراكز الأعمال في طوكيو، كما تتمحور حول محطة شيبويا التي تعتبر واحدة من أكبر محطات القطارات في طوكيو. كما تعرف المدينة بشهرتها في مجال آخر الموضات وخاصة بين الشباب، وتكون نشيطة على الغالب في الفترة المسائية.

## نبذة تاريخية
بعد افتتاح خط يامونته للقطار سنة 1885، بدأت تظهر شيبويا باعتبارها محطة للسكك الحديدية قي جنوب غرب طوكيو لتصبح في نهاية المطاف مركزا تجاريا وترفيهيا أساسيا في المدينة، حيث كان في البداية عباراة عن قرية سنة 1889 وفي 1909 بلدة، حيا في مدينة طوكيو سنة 1932 وجناحا للمترو سنة 1943.
واحدة من أكثر القصص المشهورة المرتبطة بحي شيبويا، قصة هاتشيكو الكلب الذي كان ينتظر صاحبه أمام محطة شيبويا بين سنوات 1923 و1935 حتى بعد وفاة صاحبه، حيث أصبح مشهورا في اليابان كرمز للولاء، وقد تم بناء تمثال لهاتشيكو أمام المحطة والساحة التي كان يتردد عليها، حيث يعتبر هذا التمثال الأكثر شعبية بين السياح في هذه المنطقة.
سنة 1965 صاحبة الـ 18 سنة ميساو كاتاغيري، قتلت من طرف شرطي مضطرب حيث جرح رفقتها 16 شخصا أمام الحرم الشريف بشيبويا، وقد حكم عليه سنة 1972 بالإعدام.[بحاجة لمصدر]
شيبويا حصلت على شعبية كبيرة بين الشباب والشابات في الـ 30 سنة الأخيرة، حيت تجد فيها العديد من محلات الموضة، ووجود مركز تجاري (شيبويا 109) أمام محطة شيبويا، وعلى طول الحش نجد محلات أخرى للأزياء وموضة الشباب ومحلات شهيرة لتصميم الملابس. في تسعينات القرن الماضي أصبحت شيبويا باسم مركز صناعة التكنلوجيا باليابان.

## جغرافيا
يضم حي شيبويا العديد من المناطق التجارية المشهورة مثل إبيسو، دايكانياما، هاراجوكو، هيروو، أوموته-ساندو، سينداغايا، يويوغي.

## أماكن سياحية

### مناطق خضراء
- ميجي جينغو، هو معبد شنتو، وهو مخصص لروح الإمبراطور ميجي وزوجته الإمبراطورة شوكن.
- شنجوكو غيوين، الحديقة الإمبراطورية سابقاً.
- حديقة يويوغي، كانت تخدم كقاعدة تدريب للجيش الإمبراطوري الياباني، وكانت مكانا لإجراء دورة الألعاب الأولمبية لسنة 1964 التي نظمت بطوكيو

## أعلام
- هاجيمي تامورا
- تتسو هارا
- نوبويو أوياما
- فوميو كيشيدا
- مينوبه ريوكيتشي
- آن واتانابي
- مينورو كاواساكي
- هيروشي ميازاوا
- هاتشيكو
- نوجابيس

## مواقع خارجية
- الموقع الرسمي لشيبويا باللغة الإنكليزية نسخة محفوظة 14 فبراير 2021 على موقع واي باك مشين.